# Бофремон, Александр де
Герцог Александр-Эмманюэль-Луи де Бофремон (фр. Alexandre-Emmanuel-Louis de Bauffremont; 27 апреля 1773, Париж — 22 декабря 1833, Париж), пэр Франции и князь Священной Римской империи — французский государственный деятель.

## Биография
Сын принца Жозефа де Бофремона и Луизы-Бенин де Бофремон.
Крупный земельный собственник, принц де Листенуа, маркиз де Мирбо и Марне.
Эмигрировал в 1791 году в Кобленц, участвовал в кампании 1792 года в армии принцев, в 1793—1794 воевал в испанской армии. Вернулся во Францию в 1795 году, добившись исключения из списка эмигрантов, и удалился в одно из своих имений во Франш-Конте, где проживал как частное лицо.
В 1810 году пожалован Наполеоном в достоинство графа Империи, в 1812 году назначен президентом избирательной коллегии Верхней Соны, в каковом качестве уверял императора в своей преданности, но отказался от титула пэра Франции, предложенного ему в 1814 году.
При Первой реставрации 29 октября 1814 был произведен в офицеры Почетного легиона.
В период Ста дней был назначен 2 июня 1815 пэром Франции, и 17 августа снова назначен пэром при Второй реставрации. Голосовал за казнь маршала Нея.
Ордонансом от 31 августа 1817 возведен в ранг герцога де Бофремона.

## Семья
Жена (27.09.1787, Сан-Ильдефонсо): Мари-Антуанетта-Розали-Полина де Келан де Ла-Вогийон (5.02.1771—13.04.1847), дочь пэра Франции герцога Поля-Франсуа де Ла-Вогийона и виконтессы Антуанетты-Розали де Понс-Рокфор
Дети:
- Рено де Бофремон, ум. во младенчестве
- Элен-Шарлотта де Бофремон (р. и ум. 3.01.1791)
- Герцог Альфонс-Шарль-Жюль де Бофремон (5.02.1792—10.03.1860). Жена (1822): Катерина Изабелла Патерно-Монкада (1795—1878), дочь Джованни Луиджи Монкада, 9-го князя ди Патерно, 4-го герцога де Сан-Джованни, и Джованны дель Бальцо
- Принц Теодор-Поль-Александр-Деметрьюс де Бофремон (22.12.1793—22.01.1853). Жена (1819): Анн-Элизабет-Лоранс де Монморанси (1802—1860), дочь герцога Анн-Шарля-Франсуа де Монморанси и графини Анны-Луизы-Каролины де Гойон де Матиньон